# Aslı Enver
Aslıay Enver (Londra, 10 maggio 1984) è un'attrice turca, nota per le sue interpretazioni nelle serie televisive Kavak Yelleri, Suskunlar e İstanbullu Gelin, nonché nei film Tamam mıyız? e Kardeşim Benim..

## Biografia
Nata a Londra da genitori turchi, vive in Inghilterra sino all'età di 12 anni. Trasferitasi con la famiglia a Istanbul, inizia ad appassionarsi alla recitazione frequentando corsi presso il Centro delle Arti di Mujdat Gezen. Si laurea quindi in teatro all'Università di Haliç.
Inizia la propria carriera nel 2002 con una comparsa nel programma televisivo Uzay Sitcomu. Più tardi recita nella serie Hayat Bilgisi ed è poi protagonista nella popolare fiction Kavak Yelleri, remake turco di Dawson's Creek. Compie il proprio esordio cinematografico in Tamam mıyız?, film drammatico del 2013 diretto da Çağan Irmak. Nel corso degli anni duemiladieci è protagonista di numerose fiction televisive quali Suskunlar, Kayıp, Bana Artık Hicran De, Mutlu Ol Yeter e Kış Güneşi.

### Vita personale
Il 13 luglio 2012 sposa l'attore e modello Birkan Sokullu, dal quale divorzia il 27 agosto 2015.
Nel 2016 inizia una relazione con l'attore e cantante Murat Boz, conosciuto un anno prima durante le riprese del fim Kardeşim Benim.

## Filmografia

### Cinema
- Tamam mıyız?, regia di Çağan Irmak (2013)
- Kardeşim Benim, regia di Mert Baykal (2016)
- Öteki Taraf, regia di Özcan Deniz (2017)
- In buone mani, regia di Ketche (2022)

### Televisione
- Hayat Bilgisi – serie TV, 27 episodi (2005)
- Kavak Yelleri – serie TV (2007-2011)
- Suskunlar – serie TV (2012)
- Kayıp – serie TV (2013-2014)
- Bana Artık Hicran De – serie TV (2014)
- Mutlu Ol Yeter – serie TV (2015)
- Kış Güneşi – serie TV (2016)
- İstanbullu Gelin – serie TV (2017-2019)
- Babil – serie TV (2020)

## Videografia
Bensu Soral è apparsa anche nei seguenti video musicali:
- 2016 – "A Be Kaynana", videoclip di Murat Boz